# Мошногірський заказник
Мошногірський заказник — ландшафтний заказник місцевого значення в Україні. Розташований у Черкаському районі Черкаської області.

## Опис
Площа 663 га. Як об'єкт природно-заповідного фонду створено рішенням Черкаського облвиконкому від 21.11.1984 р. № 354. Перебуває у віданні ДП «Черкаське ЛМГ», Мошнівське лісництво, кв. 42 (87 га), 48 (58 га), 49 (67 га), 50 (123 га), 53 (113 га), 57 (115 га).
Заказник розташований на Мошногірському кряжі. Під охороною — лісовий масив листяних порід з середньою формулою 6Д3Гр1Яс (60 % — дуб черешчатий, 30 % — граб звичайний, 10 % — ясен звичайний). У різноманітному трав'яному покриві рідкісні, а також лікарські рослини: цибуля ведмежа, чистотіл звичайний, копитняк європейський, кропива дводомна. Багатий тваринний світ, оригінальний горбистий рельєф.